# Кемптон (Індіана)
Кемптон (англ. Kempton) — місто (англ. town) в США, в окрузі Тіптон штату Індіана. Населення — 288 осіб (2020).

## Географія
Кемптон розташований за координатами 40°17′16″ пн. ш. 86°13′47″ зх. д. / 40.28778° пн. ш. 86.22972° зх. д. (40.287733, -86.229655).  За даними Бюро перепису населення США в 2010 році місто мало площу 0,43 км², уся площа — суходіл.

## Демографія
Згідно з переписом 2010 року, у місті мешкало 335 осіб у 129 домогосподарствах у складі 93 родин. Густота населення становила 784 особи/км².  Було 154 помешкання (361/км²).
Расовий склад населення:
| - 98,8 % — білих - 0,3 % — азіатів |

До двох чи більше рас належало 0,9 %. Частка іспаномовних становила 0,9 % від усіх жителів.
За віковим діапазоном населення розподілялося таким чином: 23,6 % — особи молодші 18 років, 59,7 % — особи у віці 18—64 років, 16,7 % — особи у віці 65 років та старші. Медіана віку мешканця становила 39,1 року. На 100 осіб жіночої статі у місті припадало 113,4 чоловіків;  на 100 жінок у віці від 18 років та старших — 108,1 чоловіків також старших 18 років.
Середній дохід на одне домашнє господарство  становив 52 755 доларів США (медіана — 47 292), а середній дохід на одну сім'ю — 58 288 доларів (медіана — 53 750). За межею бідності перебувало 10,1 % осіб, у тому числі 9,6 % дітей у віці до 18 років та 18,8 % осіб у віці 65 років та старших.
Цивільне працевлаштоване населення становило 136 осіб. Основні галузі зайнятості: виробництво — 36,8 %, освіта, охорона здоров'я та соціальна допомога — 17,6 %, будівництво — 12,5 %, роздрібна торгівля — 11,8 %.